# 瓦里帝国
瓦里帝国是一個在約600年存在於今秘魯阿亞庫喬盆地的殖民前南美洲政體。該政體持續了約500年，并於約1100年覆滅。由於與蒂亞瓦納科文明存在於同一個時期，因此學界曾有主張其源自蒂亚瓦纳科文明。2008年，考古學家在近奇克拉約地發現了一座殖民前的城市「北瓦里」遺跡，其爲發現的第一個與瓦利文明相關的人類群居點。

## 關於「帝國」的爭論
研究該領域的學界曾經對關於是否將該政體稱爲帝國而發生爭論，考古學家麗絲·謝迪曾提出，該政體不該視爲「帝國」，反之則是以「瓦里」爲中心的鬆散經濟網絡。
而認爲該政體為帝國的學者則有威廉·伊斯貝爾、凱瑟琳·施瑞貝爾和路易斯·倫布雷拉斯，他們發現在城市和城市中存在著交通網絡，以及城市中心瓦里的建築較爲複雜、有特色，其中一些建築相當廣泛。説明國家領袖必須要有大量的勞動力才能建築此等物。
2013年初，一座未曾受干擾的皇室陵墓「瓦尔梅伊城堡」發現為在幾個世紀内所行使的物質財力及政治權利提供權力。墓内的三具女性屍體及為其陪葬的60具屍體表明，一種文化擁有物質財富、政治權力和行政機構，可以為王室死者提供更廣泛的崇拜。